# Dipoena nigroreticulata
Dipoena nigroreticulata là một loài nhện trong họ Theridiidae.
Loài này thuộc chi Dipoena. Dipoena nigroreticulata được Eugène Simon miêu tả năm 1879.